# 岡沢章
岡沢 章（おかざわ あきら、1951年3月23日 - ）は、日本のジャズベース奏者。同じベース奏者の岡沢茂は実弟。
1968年、グループサウンズ「M」にてデビュー。1970年には「稲垣次郎とソウル・メディア」に加入。その後、本格的にスタジオ・ミュージシャンの活動を開始。現在、レコーディング・セッションやアーティストのサポートメンバーとして活動する。